# MOAB
MOAB, uradna oznaka:GBU-43/B Massive Ordnance Air Blast, tudi Mother of All Bombs - "Mati vseh bomb" je velika konvencionalna (nejedrska) bomba. Za ameriško vojsko jo je razvil Albert L. Weimorts.Do prihoda FOAB je bila največje nejedrsko orožje. MOAB ima moč 11 ton TNT, FOAB pa 44 ton TNT:Bombo lahko nosi tovorno letalo C-130 Hercules, natančenje njegove različice MC-130E Combat Talon I ali MC-130H Combat Talon II.
Prvič so je testirali 11. marca 2003 v Eglin Air Force Base, Florida. ZDA naj bi imele okrog 15 bomb. Prvič je bila uporabljena v bojne namene 13. aprila 2017 v Afganistanu. Odvrglo jo je tovorno letalo C-130 Hercules.
Koncept je deloma podoben bombi BLU-82 Daisy Cutter, ki se je uporablja v Vietnamski in Iraški vojni.
- GBU-43/B v Air Force Armament Museum, Eglin Air Force Base, Florida
- Al Weimorts (levo), izumitelj GBU-43/B Massive Ordnance Air Blast bomb,in  Joseph Fellenz